# Ступки (Сумская область)
Ступки (укр. Ступки) — село,
Ворожбянский сельский совет,
Лебединский район,
Сумская область,
Украина.
Код КОАТУУ — 5922982411. Население по переписи 2001 года составляло 43 человека .

## Географическое положение
Село Ступки находится на правом берегу реки Ворожба,
выше по течению примыкает село Ворожба,
ниже по течению примыкает село Даценковка.
Рядом проходит автомобильная дорога Т-1909.